# Complexo industrial-prisional

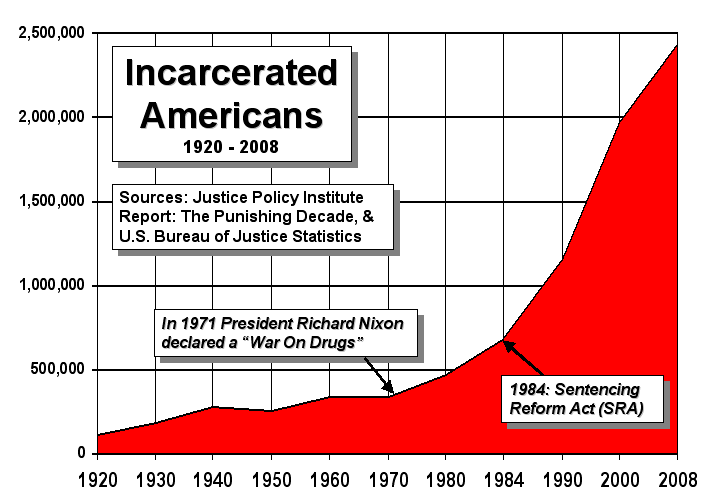
Evolução do encarceramento nos Estados Unidos

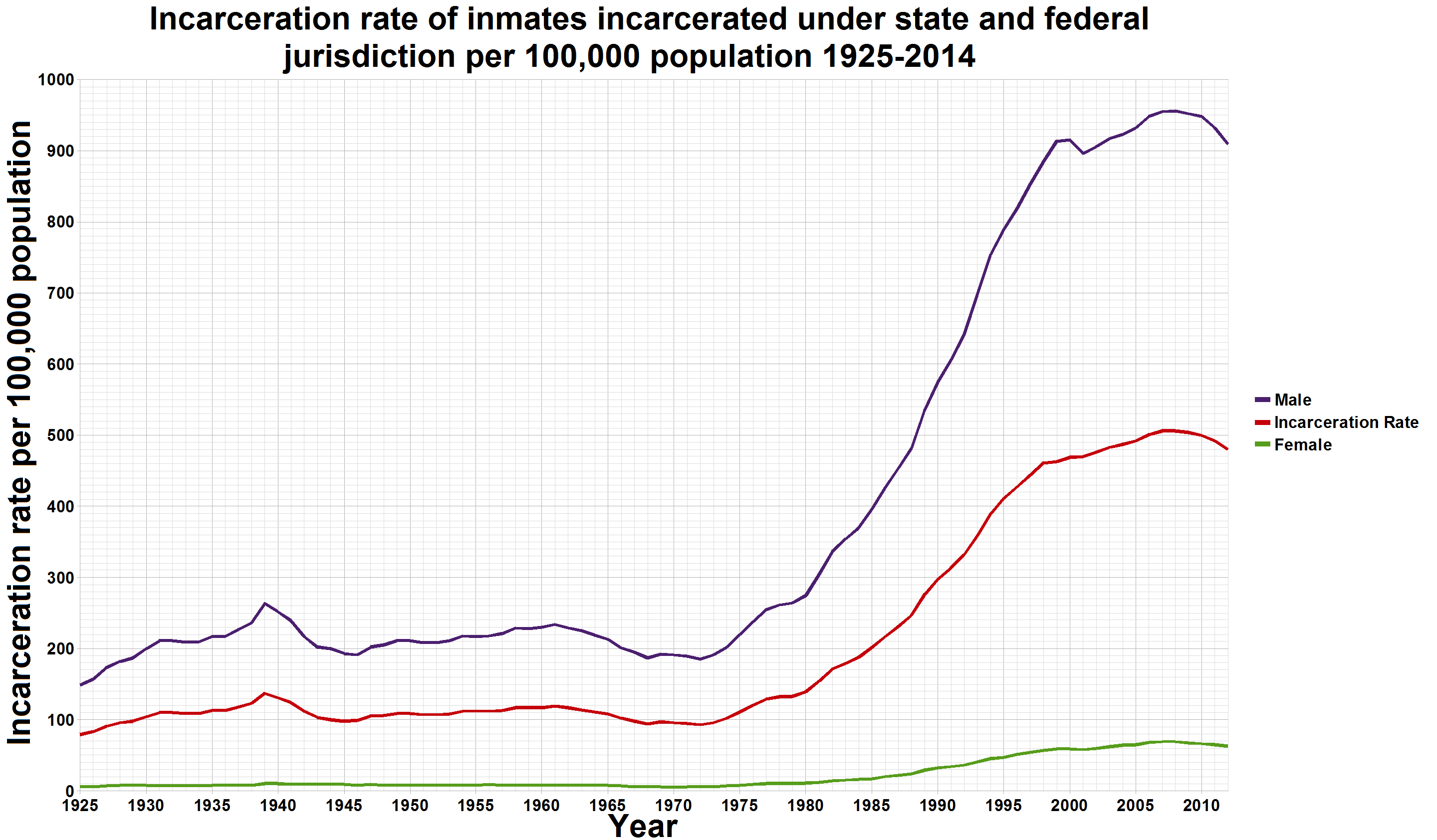
Encarceramento per capita nos Estados Unidos

Complexo industrial-prisional   refere-se às relações econômicas e políticas entre legisladores,  governos e monopólios que  exploram o negócio das prisões privadas atuando como fornecedores de bens e serviços aos órgãos governamentais responsáveis pelo sistema prisional.
A expressão surge  no contexto da crítica ao crescimento exponencial da população carcerária nos Estados Unidos nos últimos anos,  atribuído à influência política das empresas do ramo de prisões privadas   e deriva do conceito de  "complexo industrial-militar", surgido nos anos 1950.  O complexo industrial-prisional inclui também as empresas que contratam o trabalho de prisioneiros, empresas de construção, de tecnologia de vigilância,  fornecedores de serviços de alimentação, de  serviços e instalações médicas, controle de presos em  liberdade condicional,advogados e grupos de  advocacy que os representam.  Grupos ativistas dos Estados Unidos, como a  National Organization for the Reform of Marijuana Laws  (NORML), argumentam que o complexo industrial-prisional está perpetuando  a crença errônea de que a prisão é uma solução eficaz para problemas sociais, tais como  a falta de moradia, desemprego, drogadição, doença mental e analfabetismo.
O fomento à construção de prisões como forma de criação de empregos e o uso do trabalho de presos também são citados como elementos do complexo industrial-prisional. Frequentemente o complexo envolve uma rede de atores que, segundo organizações de direitos civisestão  interessados no lucro - não na punição e reabilitação de criminososou reabilitação ou na redução da taxa de criminalidade. O  Rutherford Institute  e a American Civil Liberties Union (ACLU), por exemplo, acreditam que o desejo de obter ganhos monetários é que levou ao crescimento da indústria da prisão e ao crescimento explosivo da população carcerária nos Estados Unidos. Alguns acadêmicos que fazem a correlação entre a redução da maioridade penal e a privatização dos presídios. O Canadá tem praticado esta profilaxia social.